# Iisalmen Sanomat
Iisalmen Sanomat är en finländsk sjudagarstidning som sedan 1926 utkommer i Idensalmi.
Iisalmen Sanomat, som är en regiontidning för Idensalmitrakten, var ursprungligen ett språkrör för Agrarförbundet. Tidningen utges av Keskisuomalainen Oyj med säte i Jyväskylä och flera andra inhemska tidningshus. Upplagan var 2009 12 785 exemplar.